# Sát thủ (Phim truyền hình TVB)
《Sát thủ》 (tên tiếng Trung: 殺手, tên tiếng Anh: Death By Zero) là bộ phim truyền hình hàng động hiện đại võ thuật điều tra được sản xuất bởi đài truyền hình TVB Hong Kong. Các diễn viên chính Lê Diệu Tường, Trần Hào, Lý Giai Tâm, Cung Gia Hân, Giang Mỹ Nghi và Cao Hải Ninh; thứ chính Mạch Minh Thi, Trịnh Tử Thành, Tạ Đông Mẫn, Lý Thành Xương, Mã Hải Luân, Hàn Mã Lợi, La Lan và Giang Gia Mẫn. Biên thẩm Thái Đình Đình và Tiển Thiếu Linh, giám chế Trần Duy Quán 

## Diễn viên

### Giới sát thủ (Overbeck)
| Diễn viên                 | Vai diễn               | Ghi chú |
| La Lan                    | Tô Phi A               | Sofia Chủ lý/ Quản lý/ Trọng tài Sư phụ của Tiền Hướng Thiến Ra mắt ở tập 10 |
| Trịnh Tử Thành            | Trần Tra Lý            | Charlie Người quản lý cao cấp/ Ông chủ cửa hàng đồ tang lễ Trần Thiêm Ký Chồng của La Gia Hân Người quản lý kiêm bạn tốt của Kiều Tinh Cháu của Tô Phi A |
| Mã Hải Luân               | Phương Vương Ngọc Liên | Bà Phương Người quản lý/ Môi giới nhà đất công ty hữu hạn địa sản Phương Thái Người quản lý của Diêm Võ, Lưu Quốc Tiêu, Dịch Lan Tập 4, cùng Dịch Lan ký hợp đồng, trở thành quản lý của người này |
| Âu Thoại Vĩ               | Thiết Nhân             | Sát thủ/ Người quản lý Ra mắt ở tập 3 |
| Hà Viễn Đông              | Triệu Nặc Sâm          | Dino, ông Triệu Thợ săn sát thủ Người quản lý/ Nhà thiết kế thời trang Người quản lý của Amoeba và Lưu Quốc Tiêu Ra mắt ở tập 3 Tập 12 đầu quân cho Chu Tường Pháp |
| Tần Hoàng                 | Chú Ba                 | Người quản lý, làm việc ở nơi khác Ra mắt ở tập 25 |
| Ngụy Huệ Văn              | Mã Vương               | Người quản lý Thích cược đua ngựa Ra mắt ở tập 25 |
| Lại Úy Linh               | Bảo Đẹp                | Người quản lý/ Nhà hóa trang Rất yêu cái đẹp Ra mắt ở tập 25 |
| Lâm Sư Kiệt               | Thần Đồng              | Người quản lý Thích ăn kẹo mút Ra mắt ở tập 25 Tạo hình nhân vật ám chỉ Đồng Đế trong 《One-Punch Man》 |
| Kỷ Bảo La                 |                        | Người quản lý Ra mắt ở tập 25 |
| Khâu Huệ Linh             |                        | Người quản lý Ra mắt ở tập 25 |
| Dương Lợi Lợi             |                        | Người quản lý Ra mắt ở tập 25 |
| Lâm Vĩ Niên               |                        | Người quản lý Ra mắt ở tập 25 |
| Ngụy Dĩnh Đồng            |                        | Người quản lý Ra mắt ở tập 25 |
| Kim Vi Phi                |                        | Người quản lý Ra mắt ở tập 25 |
| Vưu Chỉ Hào               |                        | Người quản lý Ra mắt ở tập 25 |
| Ngô Văn Thuấn             |                        | Người quản lý Ra mắt ở tập 25 |
| Lê Diệu Tường             | Diêm Võ                | Diêm Vương, Thằn Lằn, anh Thằn Lằn, A Võ, anh Võ Sát thủ Mười năm trước hưởng hết diễm phúc và tiền tài, mười năm sau thiếu nợ cờ bạc Am hiểu thuật đấu vật Cộng sự kiêm đối tượng ngưỡng mộ của Dịch Lan Bạn tốt của Lưu Quốc Tiêu Đối thủ của Kiều Tinh Tri kỷ của Diêu Thục Nhàn, cùng có tuyến tình cảm Đối tượng sùng bái của Đinh Nhã Văn Xem Nhà họ Diêm |
| Ngũ Phú Kiều (thanh niên) | Kiều Tinh              | Zero, anh Zero, A Tinh, vua của sát thủ, Sao Chổi (Tiền Hướng Thiến gọi), Ba đẹp trai (Châu Lãng Hi gọi) Sát thủ/ Ông chủ quán cà phê Null Café Am hiểu thiện xạ Chú của Đinh Nhã Văn Sát thủ duy nhất của Trần Tra Lý kiêm bạn tốt Ông chủ của Tiền Hướng Thiến, cùng có tuyến tình cảm Theo đuổi Lâm Sâm Sâm, ở tập 3 phát hiện thân phận người quét đường Từng là anh em tốt với Đinh Nhất Hổ, sau trở mặt thành thù Đối tượng báo thù của Dịch Lan |
| Trần Hào                  | Kiều Tinh              | Zero, anh Zero, A Tinh, vua của sát thủ, Sao Chổi (Tiền Hướng Thiến gọi), Ba đẹp trai (Châu Lãng Hi gọi) Sát thủ/ Ông chủ quán cà phê Null Café Am hiểu thiện xạ Chú của Đinh Nhã Văn Sát thủ duy nhất của Trần Tra Lý kiêm bạn tốt Ông chủ của Tiền Hướng Thiến, cùng có tuyến tình cảm Theo đuổi Lâm Sâm Sâm, ở tập 3 phát hiện thân phận người quét đường Từng là anh em tốt với Đinh Nhất Hổ, sau trở mặt thành thù Đối tượng báo thù của Dịch Lan |
| Cung Gia Hân              | Dịch Lan               | Nana, Dark Angel, bà điên Sát thủ Người Malaysia Am hiểu đao pháp Rất chán ghét đàn ông phụ lòng và phản bội phụ nữ, ám sát đàn ông đê tiện hoặc kẻ thứ ba không thu phí Cộng sự kiêm bạn gái của Kiến Nghĩa, thích chui vào cốp sau xe chỉ vì đó là bắt đầu của cô ấy và Kiến Nghĩa Giới sát thủ đồn tin vì Kiến Nghĩa thay lòng đổi dạ và giết hại hắn, thật ra Kiến Nghĩa một mình đến Thái Lan làm nhiệm vụ, sau chạy không thoát, một đi không trở về, sau vì tự trách mà trở nên điên điên khùng khùng Cộng sự của Diêm Võ, ở tập 4 bị nhốt trong tủ lạnh khiến cô nhớ lại quá khứ của mình và bạn trai Kiến Nghĩa, từ điên khùng hung hăng thành ngoan ngoãn nghe lời Tìm kiếm Kiều Tinh báo thù Ghen ghét Diêu Thục Nhàn Sư phụ của Trần Thiệu Bỉnh Ra mắt ở tập 2 Tập 4 cùng Phương Vương Ngọc Liên ký hợp đồng Tập 7 Diêm Võ nhắc tới bạn trai quá khứ, cảm thấy tự trách |
| Đới Diệu Minh             | Lưu Quốc Tiêu          | Kill Bill, Bill, Cậu Tiêu Sát thủ/ Môi giới nhà đất/ Pha chế rượu Đã kết hôn, có một con trai Bạn tốt của Diêm Võ |
| Nguyễn Chính Phong        | Amoeba                 | Sát thủ Tập 12 cùng Triệu Nặc Sâm đầu quân cho Chu Tường Pháp |
| Phan Tử Phong             | Bạo Long               | Sát thủ Tập 12 đầu quân cho Chu Tường Pháp Tập 25 đề cập đã bị Quan Khải Dương giết hại |
| Lâm Cảnh Trình            | Trần Thiệu Bỉnh        | Tiểu Bỉnh, bạn nhỏ (Diêm Võ gọi) Học nghề sát thủ Bái Dịch Lan và Diêm Võ làm thầy Giỏi sử dụng máy tính Thầm mến Diêm Tố Chi Ra mắt ở tập 12 Tập 25, lúc xem lén điện thoại của Quan Khải Dương bị phát hiện, bị người này dùng xe tông ngã và bắt đi Tập 26 bị Quan Khải Dương giết hại |
| Lý Cương                  | Tá Trị                 | George Vệ sĩ của Tô Phi A (tập 3, 10, 12, 15) Người pha chế rượu của Overbeck Tập 25 vì bảo vệ cho Tô Phi A mà bị Triệu Nặc Sâm bắn chết |
| Mạc Vĩ Văn                | Bỉ Đắc                 | Peter Vệ sĩ của Tô Phi A (tập 3, 10, 12) Người pha chế rượu của Overbeck |

### Người quét đường giới sát thủ
| Diễn viên      | Vai diễn        | Ghi chú |
| Cao Hải Ninh   | Lâm Sâm Sâm     | Sâm Sâm, Ca Sĩ Đích (tên gọi của người quét đường), chị Sâm Sâm (Châu Lãng Hi gọi) Người quét đường/ Miếu chúc Không biết bơi Yêu thích phim đẫm máu Chị họ của Thủy Miểu Miểu Bạn tốt của Tiền Hướng Thiến, tập 2 thành chủ nhà của người này, tập 5 bị người này phát hiện thân phận người quét đường của mình Có cảm tình tốt với Kiều Tinh, tập 3 bị người này phát hiện thân phận người quét đường của mình Có tình cảm với Từ Ngọc Phụng, tập 11 gặp nhau Ra mắt ở tập 2 |
| Đàm Gia Nghi   | Thủy Miểu Miểu  | Thủy Thủy, sư phụ Thủy Thủy, Miểu Miểu Người quét đường/ Miếu chúc/ Thần bà Em họ của Lâm Sâm Sâm |
| Dịch Trí Viễn  | Trương Trí Phàm | A Phồn Người quét đường Tập 24 bị Quan Khải Dương giết hại |
| Trình Hạo Tuấn | Tô Hùng         | A Gia Người quét đường |
| Dư Tử Minh     |                 | Thành viên thợ săn sát thủ/ Người quét đường Xem Thợ săn sát thủ |
| Mã Tuấn Minh   |                 | Thành viên thợ săn sát thủ/ Người quét đường Xem Thợ săn sát thủ |
| Đặng Dĩ Hào    |                 | Thành viên thợ săn sát thủ/ Người quét đường Xem Thợ săn sát thủ |

### Thợ săn sát thủ
| Diễn viên    | Vai diễn        | Ghi chú |
| Tạ Đông Mẫn  | Quan Khải Dương | Parker, ông Quan, A Dương Phản diện cuối của phim Chủ mưu của thợ săn sát thủ Phó chủ tịch tập đoàn Thăng Tài → Chủ tịch tập đoàn Thăng Tài Cháu trai của Quan Triển Bằng Con rễ của Diêm Võ Có tình cảm với Diêm Tố Chi, tập 7 gặp nhau, sau đó thành bạn trai, tập 27 kết hôn Bị Chu Tường Pháp khống chế, cũng bị hắn làm hại Tập 22, giết hại Đinh Nhã Văn Tập 25, suýt giết hại Lưu Quốc Tiêu, nhưng bị Từ Ngọc Phụng theo đuôi ngăn cản Tập 26, giết hại Trần Thiệu Bỉnh                 |
| Hà Viễn Đông | Triệu Nặc Sâm   | Dino, ông Triệu Thành viên thợ săn sát thủ Người quản lý/ Nhà thiết kế thời trang Nguyên người quản lý sát thủ, tập 12 đầu quân cho Chu Tường Pháp, sau khi Chu Tường Pháp chết cấu kết cùng thợ săn sát thủ phản bội Sofia Tập 26, giết hại Khương Thiệu Cường, đem thân phận thợ săn sát thủ đổ cho người này Tập 27, bắt La Gia Hân để uy hiếp Trần Tra Lý giao ra tư liệu quan trọng của Overbeck mà Sofia cất giữ, cuối cùng La Gia Hân được Kiều Tinh cứu đi Xem Giới sát thủ (Overbeck) |
| Dịch Vũ Hàng | Monster         | Thành viên thợ săn sát thủ Sát thủ đắt nhất toàn châu Âu Am hiểu sử dụng súng ngắm và chiến đấu không trang bị Sát thủ làm việc cho Triệu Nặc Sâm Tập 25 giết chết Sofia |
| Dư Tử Minh   |                 | Thành viên thợ săn sát thủ/ Người quét đường Tập 25 dọn dẹp thi thể của Sofia và Tá Trị |
| Mã Tuấn Minh |                 | Thành viên thợ săn sát thủ/ Người quét đường Tập 25 dọn dẹp thi thể của Sofia và Tá Trị |
| Đặng Dĩ Hào  |                 | Thành viên thợ săn sát thủ/ Người quét đường Tập 25 dọn dẹp thi thể của Sofia và Tá Trị |

### Xã đoàn "Phật Đô"/ Tập đoàn Phật Đô Hữu
| Diễn viên        | Vai diễn             | Ghi chú |
| Lý Thành Xương   | Chu Tường Pháp       | Phật Gia, Fred, chó điên Cầm đầu xã hội đen Chủ của sát thủ Ông chủ tập đoàn Phật Đô Hữu, điểm tâm luôn có lẩu Phật Đô Hữu và thêm dầu mè Làm việc tàn nhẫn độc ác, thù dai, thích ăn lẩu Chồng của Vạn Thiên Hồng Khinh thường Sofia Thưởng thức Kiều Tinh, muốn mời anh ấy làm việc cho mình Ra mắt ở tập 7 |
| Phàn Diệc Mẫn    | Vạn Thiên Hồng       | Chị Hồng, A Hồng Chị dâu xã hội đen Biết võ công, thân thủ tốt Thích hát karaoke Vợ kiêm vệ sĩ của Chu Tường Pháp Ra mắt ở tập 10 |
| Dương Chứng Hoa  | Khương Thiệu Cường   | Sam, A Cường Cố vấn pháp luật/ Luật sư Trợ thủ đắc lực của Chu Tường Pháp Ở những tập đầu phim che giấu thân thủ, tập 26 bị Diêm Võ tập kích dùng đường lang quyền đánh trả, võ nghệ không tầm thường Từ nhỏ cùng anh trai đi theo Chu Tường Pháp học hỏi, nhiều năm trước anh trai đỡ đao cho Chu Tường Pháp mà chết, sau đó được Chu Tường Pháp chu cấp học tập Tập 12, tự xưng "ông Trương" mời Diêm Tố Chi chỉnh đàn, cũng dùng người này để uy hiếp Quan Khải Dương, tập 19 bị Diêm Tố Chi nhận ra giọng nói Sau khi Chu Tường Pháp chết đầu quân cho Quan Khải Dương Tập 24 suýt giết hại Lâm Sâm Sâm, nhưng bị người này lấy xẻng đánh vào đầu may mắn chạy thoát Tập 24 giết hại Trương Trí Phàm Tập 26 nghi ngờ Quan Khải Dương là hung thủ giết hại Đinh Nhã Văn và Trần Thiệu Bỉnh, đòi 5000 vạn tiền bịt miệng, cuối cùng bị Triệu Nặc Sâm giết, bị hắn ta nói là thợ săn sát thủ để che giấu thân phận của Quan Khải Dương |
| Phùng Dịch Sâm   | Tế Kê                | Thủ hạ của Chu Tường Pháp |
| Trần Tuấn Kiên   | Tang Tông            | Thủ hạ của Chu Tường Pháp Tập 22 bị Quan Khải Dương giết hại, sau đó Kiều Tinh phát hiện xác |
| Hoắc Kiện Bang   | Đại B                | Thủ hạ của Chu Tường Pháp Tập 22 bị Quan Khải Dương giết hại, sau đó Kiều Tinh phát hiện xác |
| Trịnh Kiện Lạc   | Khôi Hùng            | Thủ hạ của Chu Tường Pháp Tập 22 tại xưởng đóng tàu Thanh Y bị Kiều Tinh bắn chết |
| Giản Gia Kỳ      | Sỏa Siêu (siêu ngốc) | Thủ hạ của Chu Tường Pháp Tập 22 tại xưởng đóng tàu Thanh Y bị Kiều Tinh bắn chết |
| Lâm Hạo Văn      | A Cửu                | Thủ hạ của Chu Tường Pháp Tập 22 tại xưởng đóng tàu Thanh Y bị Kiều Tinh bắn chết |
| Đàm Tuấn Hùng    |                      | Thủ hạ của Chu Tường Pháp, phụ trách quảng bá gái mại dâm (tập 10) |
| Mạc Gia Cam      |                      | Thành viên khoa học kỹ thuật bán phi Phật Phụ trách chương trình điện thoại cho gái mại dâm "Ái Thượng Nhĩ" (tập 10) |
| Chu Lạc Danh     |                      | Phục vụ của quán lẩu Phật Đô Hữu (tập 10-12, 15, 18-20) |
| Vương Trí Địch   |                      | Tài xế của Chu Tường Pháp (tập 10, 12-14, 18, 21-22) |
| Phùng Bách Nhiên |                      | Quản lý quán lẩu Phật Đô Hữu (tập 12) |
| Trịnh Nghị Bang  | Bác sĩ Trần          | Bác sĩ Tim thuốc cho Quan Triển Bằng chết, rồi nói đó là do bệnh tim phát (tập 12) |

### Nhà họ Diêm
| Diễn viên     | Vai diễn        | Ghi chú |
| Lê Diệu Tường | Diêm Võ         | Diêm Vương, Thằn lằn Sát thủ Chồng của Lý Triều Hoa Cha của Diêm Tố Chi, đã xa cách mười mấy năm, âm thầm giúp đỡ, nhưng không dám nhận lại con Cha vợ của Quan Khải Dương Tập 4, giả làm "ông Trần" xuất hiện bên cạnh để giúp đỡ người này Tập 7, lúc đánh Quan Khải vì nghĩ anh ta trêu chọc con gái của mình nên làm Diêm Tố Chi vô tình phát hiện thân phận thật sự của "ông Trần", vì người này quá căm hận không thể thông cảm, trách lúc cô ấy 13 tuổi cha ở bên ngoài gây thù trở về kẻ thù phóng hỏa thiêu nhà làm con gái bị mù vợ chết, làm cho con gái không thể nhìn thấy mẹ lần cuối một thân một mình đưa mẹ lên đường Tập 8, Kha Chính Hùng giả nói anh ta là người đã phái người phóng hỏa thiêu nhà để hại chết vợ con của Diêm Võ nhiều năm trước Xem Giới sát thủ |
|               | Lý Triều Hoa    | Sinh ngày 26/4/1968, mất ngày 13/8/2007 Vợ đã mất của Diêm Võ Mẹ đã mất của Diêm Tố Chi, 13 năm trước bị Kha Chính Hùng giả phái người phóng hỏa thiêu nhà mà chết |
| Mạch Minh Thi | Diêm Tố Chi     | Megan, Diêm tiểu thư, A Chi Cô gái mù Người chỉnh đàn/ cô giáo dạy đàn Piano Con gái của Diêm Võ, đã xa cách mười mấy năm, căm hận không thể thông cảm cho người này, sau làm hòa Con gái của Lý Triều Hoa Có tình cảm với Quan Khải Dương, tập 7 gặp nhau, sau trở thành bạn gái, tập 27 kết hôn Đối tượng thầm mến của Trần Thiệu Bỉnh Tập 5, dạy Piano cho Diêu Thục Nhàn Tập 7, lúc Diêm Võ đánh Quan Khải vì nghĩ anh ta trêu chọc con gái của mình làm Diêm Tố Chi vô tình phát hiện thân phận thật sự của "ông Trần", vì quá căm hận không thể thông cảm, trách lúc cô ấy 13 tuổi cha ở bên ngoài gây thù trở về kẻ thù phóng hỏa thiêu nhà làm con gái bị mù vợ chết, làm cho con gái không thể nhìn thấy mẹ lần cuối một thân một mình đưa mẹ lên đường Tập 21, biết được Quan Khải Dương bị Chu Tường Pháp khống chế, cũng bị hắn làm hại Tập 29 mất tích, thật ra là bị Quan Khải Dương bắt đi, sau bị Kiều Tinh bắn |
| Tạ Đông Mẫn   | Quan Khải Dương | Parker, ông Quan, A Dương, Quan công tử Sinh ngày 12/6/1990 Chủ mưu thợ săn sát thủ Phó chủ tịch tập đoàn Thăng Tài → Chủ tịch tập đoàn Thăng Tài Cháu trai của Quan Triển Bằng Con rể của Diêm Võ Có tình cảm với Diêm Tố Chi, tập 7 gặp nhau, sau trở thành bạn trai, tập 27 kết hôn Xem Thợ săn sát thủ |

### Nhà họ Tiền
| Diễn viên      | Vai diễn         | Ghi chú |
| Hàn Mã Lợi     | Hà Mỹ Phương     | Là người keo kiệt, hay chửi nhưng rất thương con và cháu Mẹ của Tiền Hướng Thiến Bà ngoại kiêm người giám hộ của Châu Lãng Hi Ra mắt ở tập 3 |
| Lý Giai Tâm    | Tiền Hướng Thiến | Cash, chị Cash, A Thiến Nội trợ/ Nhân viên quán bar/ Nhân viên Null Café/ Trợ lý sát thủ Mẹ đơn thân Cực kỳ tham tiền Thích ăn nội tạng động vật Con gái của Hà Mỹ Phương Bạn gái cũ của Châu Trác Nhiên Mẹ của Châu Lãng Hi Bạn tốt của Lâm Sâm Sâm và Thủy Miểu Miểu Rất hợp ý với La Gia Hân Bạn tốt kiêm bảo mẫu của Đinh Nhã Văn Nhân viên của Kiều Tinh, tập 5 trở thành trợ thủ, cùng có tình cảm, tập 14 trở thành bạn gái Đồ đệ của Tô Phi A Được Kiều Tinh nhận vào làm việc trong tập 2 |
| Lục Trác Khiêm | Châu Lãng Hi     | Bé Hi Học sinh tiểu học Kỷ Niệm Phương Tùng Âm Con trai của Châu Trác Nhiên, Tiền Hướng Thiến Cháu ngoại của Hà Mỹ Phương Ra mắt ở tập 3 |

### Nhà họ Đinh
| Diễn viên                      | Vai diễn       | Ghi chú |
| Trịnh Gia Sinh                 | Đinh Nhất Dũng | Anh Dũng Hoa kiều Việt Nam Anh của Đinh Nhất Hổ Bác của Đinh Nhã Văn Ra mắt ở tập 5 |
| Châu Trí Khang (trước thẩm mỹ) | Đinh Nhất Hổ   | A Hổ, anh Hổ, A Hùng, Hùng Thiếu, anh Hùng Giả mạo Kha Chính Hùng Hoa kiều Việt Nam, sống ở Đài Loan Cầm đầu xã hội đen Đài Loan/ Phú hào Đài Loan Là người máu lạnh, vô ơn bội nghĩa Bị dị ứng với vừng (mè) Em trai của Đinh Nhất Dũng Chồng của Nguyễn Tĩnh Tư Cha của Đinh Nhã Văn, sau khi người này tám tuổi thì không còn gặp lại nữa, tập 9 nhận nhau Cấp dưới cũ của Kim Báo Từng là anh em tốt của Kiều Tinh |
| Lâm Lợi (sau thẩm mỹ)          | Đinh Nhất Hổ   | A Hổ, anh Hổ, A Hùng, Hùng Thiếu, anh Hùng Giả mạo Kha Chính Hùng Hoa kiều Việt Nam, sống ở Đài Loan Cầm đầu xã hội đen Đài Loan/ Phú hào Đài Loan Là người máu lạnh, vô ơn bội nghĩa Bị dị ứng với vừng (mè) Em trai của Đinh Nhất Dũng Chồng của Nguyễn Tĩnh Tư Cha của Đinh Nhã Văn, sau khi người này tám tuổi thì không còn gặp lại nữa, tập 9 nhận nhau Cấp dưới cũ của Kim Báo Từng là anh em tốt của Kiều Tinh |
|                                | Nguyễn Tĩnh Tư | Hoa kiều Việt Nam Vợ đã mất của Đinh Nhất Hổ Mẹ đã mất của Đinh Nhã Văn Em dâu đã mất của Đinh Nhất Dũng Sau khi Đinh Nhất Hổ mất tích, con gái Đinh Nhã Văn theo họ Nguyễn Hai năm trước khi chết nói với Đinh Nhã Văn, Đinh Nhất Hổ chưa chết Tập 9, xuất hiện trong ký ức |
| Giang Gia Mẫn                  | Đinh Nhã Văn   | Văn Văn, Bao Bao (biệt danh lúc nhỏ) Tên khai sinh Đinh Nhã Văn, sau đó đổi thành Nguyễn Nhã Văn Người Hong Kong, tìm cha thất lạc, sau tám tuổi không còn gặp lại cha Con gái của Đinh Nhất Hổ, tập 9 nhận nhau Con gái của Nguyễn Tĩnh Tư Cháu gái của Đinh Nhất Dũng Cháu gái nuôi của Kiều Tinh, muốn làm sát thủ, sùng bái Diêm Võ Bạn tốt của Tiền Hướng Thiến Ra mắt ở tập 4                                    |

### Các diễn viên khác
| Diễn viên         | Vai diễn                      | Ghi chú |
| Giang Mỹ Nghi     | Diêu Thục Nhàn                | Lulu, A Nhàn, chị Nhàn, Tiện Kê (Vạn Thiên Hồng gọi) Kỹ nữ, sau khi chồng chết chuyển qua làm phục vụ trong quán ăn Vợ của Trương Diệu Hán Là tri kỷ của Diêm Võ, cùng có tình cảm, sau đó sống chung Được Diêm Tố Chi xem là người nhà Bị Vạn Thiên Hồng xem là tình địch, sau hòa giải |
| Tôn Tuệ Tuyết     | La Gia Hân                    | Yumi, A Hân Vợ của Trần Tra Lý Rất hợp với Tiền Hướng Thiến Tập 27 bị Triệu Nặc Sâm bắt đi, để uy hiếp Trần Tra Lý giao tài liệu của Sofia ra, sau được Kiều Tinh cứu đi Tập 30, mang thai |
| Ngô Nghiệp Khôn   | Từ Ngọc Phụng                 | A Phụng, sếp Phụng, anh Phụng, Phụng ngốc (Kiều Tinh gọi) Cảnh sát Biết bơi Nhiều năm trước có bệnh trầm cảm nhẹ Cấp dưới kiêm cháu họ của Hứa Quốc Hoa Đuổi bắt Diêm Võ Có tình cảm với Lâm Sâm Sâm, tập 11 gặp nhau Vẫn luôn nghi ngờ rằng giới sát thủ tồn tại, cũng nghi ngờ Kiều Tinh là sát thủ Ra mắt ở tập 3 Tập 11, đi tụ hội, gặp Thủy Miểu Miểu, được giới thiệu đi chùa tích công đức Tập 24, phát hiện thân phận thật sự của Lâm Sâm Sâm là người quét đường giới sát thủ Tập 26, bắt Châu Lãng Hi đi |
| Lâm Lợi           | Kha Chính Hùng                | Đã từng cầm đầu xã hội đen Đài Loan Là người trung thành Thủ hạ của Kim Báo, tính cách tốt, nghe theo mệnh lệnh Quen biết Diêm Võ nhiều năm 18 năm trước ở hội chú bác quen biết Đinh Nhất Hổ, sau đó dìu dắt, giới thiệu công việc cho hắn, sau từ chối yêu cầu đi theo con đường xấu 18 năm trước bị Đinh Nhất Hổ giết chết và giả mạo |
| Quan Vĩ Luân      | Hứa Quốc Hoa                  | |
| Trần Quốc Phong   | Eagle                         | |
| Trần Gia Huy      | Châu Trác Nhiên               | |
| Thiệu Trác Nghiêu | Trương Diệu Hán               | |
| Lâm Kính Cương    | Tịnh Chiêm                    | |
| Lý Hào            | A Long                        | |
| Lư Tuấn Phong     | A Tước                        | |
| Phạm Trọng Hằng   | Bài Cốt Tử (thằng Xương Sườn) | |
| Huỳnh Diệu Hoàng  |                               | |
| Khu Vĩ Quyền      |                               | |
| Tăng Ngọc Quyên   |                               | |
| Giang Phú Cường   |                               | |
| Huỳnh Vĩ Đường    |                               | |
| Ngũ Bỉnh Quân     |                               | |
| Dương Gia Huy     |                               | |
| Du Lang Duy       | anh Ben                       | |
| Lương Hạo Giai    |                               | |
| Trần Bỉ Đắc       |                               | |
| Quỷ Trủng         |                               | |
| Khu Hiên Vĩ       |                               | |
| Lương Gia Tuấn    |                               | |
| Trần Địch Khắc    | Chú Bảy                       | Người chụp ảnh/Làm Passport giả cho Sát thủ Xuất hiện tập 15 |
| Tô Ân Từ          |                               | Khách xem bói Xuất hiện tập 15 |

## Ratings
| Tuần    | Số tập | Ngày               | Rating    | Ghi chú |
| 1       | 1-5    | 29/6 - 3/7/2020    | 29.2 điểm | Tổng rating đa nền tảng trong 7 ngày của tập 1 là 29.6 điểm Tổng rating đa nền tảng trong 7 ngày của tập 2 là 29.2 |
| 2       | 6-10   | 6/7 - 10/7/2020    | 27.9 điểm | Tổng rating đa nền tảng của tập 10 là 29.0 điểm                                                                    |
| 3       | 11-15  | 13/7 - 17/7/2020   | 29.3 điểm | Tổng rating đa nền tảng của tập 12 là 31.3 điểm                                                                    |
| 4       | 16-20  | 20/7 - 24/7/2020   | 30.3 điểm | Tổng rating đa nền tảng của tập 18 là 31.2 điểm                                                                    |
| 5       | 21-25  | 27/07 - 31/07/2020 |           | |
| 6       | 26-30  | 3/8 - 7/8/2020     |           | |
| Cả phim |        |                    |           | |

## Ký sự
- Ngày 7/8/2018: Tổ chức họp báo ra mắt tạo hình và tiến hành nghi thức bái thần cho bộ phim tại Common Room TVB City số 77 đường Tuấn Tài khu công nghiệp Tướng Quân Áo lúc 12:00 (Giờ Hồng Kông).
- Ngày 27/10/2018: Đoàn phim xuất phát đến Đại Loan quay phim. Trong lúc quay phim, bởi vì nhiều người hiểu lầm có đánh nhau mà báo cảnh sát, sau chứng thực là có trình báo ngày quay phim, địa điểm mới chấm dứt hủy bỏ bản án.
- Ngày 25/6/2020: Cử hành hoạt động tuyên truyền "Sát thủ Giết đến chôn thân" cho bộ phim tại TVB City Tướng Quân Áo .
- Ngày 27/6/2020: Phát sóng chế tác đặc biệt "Sát thủ Tuyệt．Giết ．Sổ tay" lúc 22:00 - 22:30 (Giờ Hồng Kông).
- Ngày 6/7/2020: Cử hành hoạt động tuyên truyền "Ngày thường của sát thủ" cho bộ phim tại TVB City Tướng Quân Áo.
- Ngày 16/7/2020: Cử hành hoạt động tuyên truyền "Trận chiến phản kích sát thủ" cho bộ phim tại TVB City Tướng Quân Áo.